# Quận Van Zandt, Texas
Quận Van Zandt (tiếng Anh: Van Zandt County) là một quận trong tiểu bang Texas, Hoa Kỳ. Quận lỵ đóng ở thành phố Canton. Theo kết quả điều tra dân số năm  2000 của Cục điều tra dân số Hoa Kỳ, quận có dân số 48.140 người.

## Thông tin nhân khẩu
Theo điều tra dân số 2 năm 2000, đã có 48.140 người, 18.195 hộ gia đình, và 13.664 gia đình sống trong quận. Mật độ dân số là 57 người cho mỗi dặm vuông (22/km ²). Có 20.896 đơn vị nhà ở với mật độ trung bình là 25 cho mỗi dặm vuông (10/km ²). Thành phần chủng tộc của quận gồm 91,96% người da trắng, 2,94% da đen hay Mỹ gốc Phi, 0,62% người Mỹ bản xứ, 0,18% người châu Á, Thái Bình Dương 0,03%, 2,71% từ các chủng tộc khác, và 1,56% từ hai hoặc nhiều chủng tộc. 6,65% dân số là người Hispanic hay Latino thuộc chủng tộc nào.
Có 18.195 hộ, trong đó 31,80% có trẻ em dưới 18 tuổi sống chung với họ, 62,60% là các cặp vợ chồng sống với nhau, 8,70% có chủ hộ là nữ không có mặt chồng, và 24,90% là không lập gia đình. 22,00% của tất cả các hộ gia đình đã được tạo thành từ các cá nhân và 11,60% có người sống một mình 65 tuổi trở lên đã được người. Bình quân mỗi hộ là 2,59 và cỡ gia đình trung bình là 3,01.
Trong quận, dân số có độ tuổi với 25,50% ở độ tuổi dưới 18, 7,30% 18-24, 25,20% 25-44, 24,90% 45-64, và 17,00% người 65 tuổi trở lên. Tuổi trung bình là 40 năm. Cứ mỗi 100 nữ có 97,00 nam giới. Cứ mỗi 100 nữ 18 tuổi trở lên, đã có 93,70 nam giới.
Thu nhập trung bình cho một hộ gia đình trong quận đã được $ 35.029, và thu nhập trung bình cho một gia đình là $ 41,175. Nam giới có thu nhập trung bình $ 31.887 so với 21.344 $ cho phái nữ. Thu nhập trên đầu cho các quận được $ 16,930. Giới 10,30% gia đình và 13,30% dân số sống dưới mức nghèo khổ, trong đó có 15,90% những người dưới 18 tuổi và 12,10% có độ tuổi từ 65 trở lên.